# Pamela Conti
Pamela Conti és una excentrecampista/davantera de futbol internacional per Itàlia, amb la qual va jugar les Eurocopes 2005 i 2009.

## Trajectòria
| Temporades    | Club                   | Títols             | Selecció (fases finals)          |
| ------------- | ---------------------- | ------------------ | -------------------------------- |
| 96/97 - 98/99 | Aquile Palermo         |                    |                                  |
| 99/00 - 07/08 | Sassari Torres         | 2 Lligues, 5 Copes | Eurocopa 2005 (1a fase) — 0 gols |
| 08/09         | Llevant UE             |                    | Eurocopa 2009 (quarts) — 0 gols  |
| 2009          | Western New York Flash |                    |                                  |
| 09/10         | RCD Espanyol           | 1 Copa             |                                  |
| 10/11         | Llevant UE             |                    |                                  |
| 11/12         | Energiya Voronezh      |                    |                                  |
| 12/13         | Zorky Krasnogorsk      | 1 Lliga            |                                  |
| 2014          | Eskilstuna United      |                    |                                  |